# Rhyothemis amaryllis
Rhyothemis amaryllis is een libellensoort uit de familie van de korenbouten (Libellulidae), onderorde echte libellen (Anisoptera).
De wetenschappelijke naam Rhyothemis amaryllis is voor het eerst geldig gepubliceerd in 1878 door Selys.